# 김영관 (1925년)
김영관(金榮寬, 1925년 9월 9일 ~ 2021년 3월 21일)은 대한민국의 군인, 외교관, 정치인, 행정관료, 기업가, 교육행정가, 사회기관단체인, 스포츠기관단체인였다.

## 생애

### 생애 초기
본관은 김해(金海)이며, 아호(雅號)는 태백(太白)이다. 강원도 김화군 김화읍에서 출생하였고, 일본 효고현 도요오카부 에바라 구역에 유학하였다. 해군참모총장 및 주베트남 대사 등을 역임하였다.

### 학력
- 김화 금성심상소학교 졸업
- 일본 효고 현 도요오카 에바라 중학교 졸업
- 대한민국 해군사관학교 1기(1946년)
- 대한민국 육군보병학교 졸업(1949년)
- 미국 버지니아 종합군사학원 졸업(1951년)
- 미국 미주리 종합군사학원 졸업(1952년)
- 미국 해군참모대학교 졸업(1954년)
- 국방대학교 행정학사 1기(1956년)
- 단국대학교 정치외교학과 학사
- 연세대학교 행정대학원 행정학 석사
- 연세대학교 경영대학원 경영학 석사

### 주요 경력
- 1951년 해군본부 작전국 작전과 과장(당시 해군 중령 신분).
- 1954년 해군본부 작전국 작전과 과장 재직 중 대령 진급.
- 1957년 해군본부 작전국 작전과 과장 재직 중 준장 진급.
- 1958년 해군본부 작전국 차장.
- 1959년 해군본부 인사국 국장 보임과 동시에 소장 진급.
- 1960년 해군대학교 총장.
- 1961년 국방부 행정차관보 직무대리.
- 1961년 제주도 도지사.
- 1962년 제주도 도지사 재직 중 중장 진급.
- 1963년 합동참모본부 군수기획국 국장.
- 1964년 해군 경상남도 진해통제사령부 사령관.
- 1965년 해군 중앙함대사령부 사령관.
- 1966년 제8대 해군참모총장.
- 1968년 해군참모총장 재직 중 대한민국 해군 제독 사상 최초로 해군 대장 진급.
- 1969년 해군 대장 예편.
- 1969년 영남화학 사장(1973년 퇴임).
- 1972년 대한올림픽위원회 상임위원(1974년 퇴임).
- 1974년 베트남 주재 대한민국 대사(1977년 퇴임).
- 1977년 선인학원 상임고문.
- 1983년 선인학원 이사장.
- 1987년 인하대학교 행정학과 초빙교수.
- 1988년 통일민주당 부총재(1990년 퇴임).
- 1990년 한국외교협회 고문.
- 1993년 한국외교협회 부회장(1996년 퇴임).
- 1995년 자유민주연합 국방외교안보행정특임고문(1996년 퇴임).
- 2016년 12월 학교법인 동원학원 이사(2020년 12월 퇴임).